# Beförderungserschleichung (Deutschland)
Beförderungserschleichung ist im deutschen Strafrecht eine Variante des Straftatbestandes Erschleichen von Leistungen nach § 265a StGB.

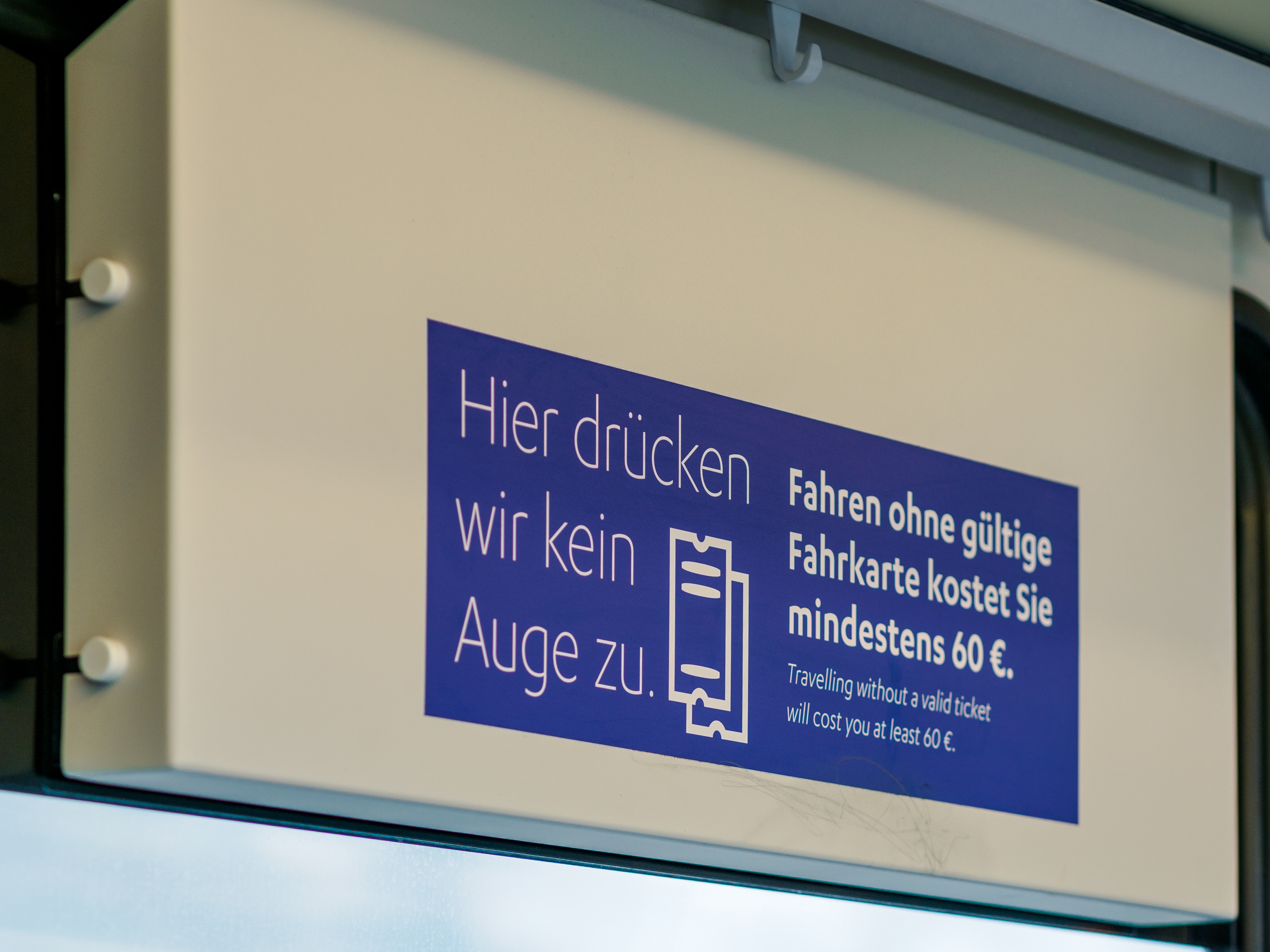
Warnung in der NordWestBahn

## Allgemeines
Die Beförderungserschleichung ist einer der vier Straftatbestände des „Erschleichens von Leistungen“ des § 265a StGB. Daneben sind durch diese Bestimmung auch die Leistung eines Automaten, eines Telekommunikationsnetzes und der Zutritt zu einer Veranstaltung oder einer Einrichtung geschützt. In allen Fällen handelt es sich um Massenleistungen, bei denen es dem Gesetz um den Vermögensschutz jener Veranstalter geht, denen eine angemessene Kontrolle aufgrund des massenhaften Kundenaufkommens nicht oder nur stichprobenartig möglich ist.
Zivilrechtlich wird das Einsteigen in öffentliche Verkehrsmittel als eine konkludente Handlung gewertet, durch die der Fahrgast unwiderlegbar seinen Rechtsbindungswillen zum Abschluss eines Beförderungsvertrages zum Ausdruck bringt.
Voraussetzung ist, dass die Nutzung von Beförderungsmitteln überhaupt kostenpflichtig ist; dies ist nicht zwingend und etwa bei einem generell entgeltfreien Nahverkehr nicht der Fall.

## Häufigkeit
Bundesweit wird der Anteil aller Bus- und Bahnfahrgäste ohne gültigen Fahrausweis auf etwa 3,5 % geschätzt; dadurch entgehen den Verkehrsunternehmen in Deutschland bis zu 250 Millionen Euro jährlich. Durch den meist offenen Zugang zu öffentlichen Verkehrsmitteln und eigenverantwortlichen Erwerb der Fahrausweise in Deutschland besteht für Fahrgäste ein erhebliches Risiko, unbeabsichtigt, durch falsche Tarifwahl, unbekannte Detailregeln, Nachlässigkeit oder ganz ohne eigenes Verschulden, etwa bei Störungen des Betriebs und an Automaten, bei Kontrollen keinen gültigen Fahrausweis vorweisen zu können. Dies fällt nicht unter den Straftatbestand der Beförderungserschleichung, wird aber von Verkehrsunternehmen und Medien oft sprachlich gleichgesetzt und statistisch zusammen gezählt.
Regional kann die Quote der Schwarzfahrer recht unterschiedlich sein, wie einige Beispiele zeigen. Der Verkehrs- und Tarifverbund Stuttgart beziffert den jährlichen Einnahmeverlust durch Beförderungserschleichung auf 15 Millionen Euro, 3,2 % der kontrollierten Nutzer besitzen keinen Fahrschein. Bei einer Aktion konnte etwa die Hälfte der Personen ohne Fahrschein ihre Personalien nicht vor Ort nachweisen, sodass die Polizei zur Personalienfeststellung hinzugezogen wurde.
Der Karlsruher Verkehrsverbund berichtet von 1,4 % Schwarzfahrern, die bei Kontrollen durch 160 Prüfer zur Zahlung von 810.000 Euro herangezogen wurden. Die Hohenzollerische Landesbahn erwischt jährlich 1.500 vorsätzliche Schwarzfahrer und 1.500 Personen, die ihre persönlichen Tickets vergessen haben. Der Verkehrsverbund Rhein-Neckar berichtet für 2001 von 1,93 % und für 2010 von 1,18 % kontrollierten Nutzern ohne Fahrschein. In einer mehrstündigen Totalkontrolle aller Fahrgäste an einer U-Bahn-Station im Verkehrsverbund Rhein-Ruhr hatten 10 % der Passagiere keinen gültigen Fahrschein.
Die Polizeiliche Kriminalstatistik (Deutschland) spricht unter der Schlüsselnummer 515001 für Beförderungserschleichung für 2010 von 227.000 angezeigten Fällen, für 2009 von 220.000 Fällen, 2004 189.000, 1998 159.000. Für das Jahr 2004 wird aufgeschlüsselt, dass 95 % der Schäden durch Beförderungserschleichung unter 50 Euro lagen, der Gesamtschaden wird auf 4,3 Millionen Euro beziffert, die Tatverdächtigen waren zu 72 % männlich.

### Verfolgungsintensität
2017 hat der Hamburger Verkehrsverbund (HVV) bei Kontrollen 140.000 Personen ohne gültigen Fahrschein angetroffen, in den Jahren 2011–2016 lag die Quote bei 3,5 – 5,0 % der kontrollierten Personen. Fahrpreisnacherhebungen im Umfang von fast 7 Millionen Euro wurden ausgestellt, bezahlt wurden davon fast 4 Millionen Euro.
2016 hat der HVV 9000 Anzeigen wegen § 265 a erstattet, davon wurden 8000 von den Gerichten nicht weiter verfolgt, 686 Mal wurde eine Geldstrafe verhängt, 13 Mal eine Freiheitsstrafe auf Bewährung, 7 Mal eine Freiheitsstrafe ohne Bewährung.
Nachträglich vorgezeigt wurden persönliche Fahrkarten in Hamburg 2015/2016 bei etwa 20 % aller Feststellungen.
Die Anzahl der eingesetzten Mitarbeiter ergibt sich aus der Vorgabe des HVV für die zu leistenden Prüfstunden. Der HVV gibt jährliche Mindestprüfstunden vor, die nach der Fahrgastentwicklung fortgeschrieben werden. Im Jahr 2011 wurden 211.000 Prüfstunden geleistet, 2017 235.000. Damit sind etwa 1,5 Arbeitsstunden Kontrolle notwendig, um eine Person ohne gültigen Fahrschein anzutreffen.

## Tatbestandsvoraussetzungen
Der Täter muss die Absicht haben, das Entgelt nicht zu entrichten. Absicht ist der zielgerichtete Wille des Täters, einen Erfolg der Tathandlung herbeizuführen. Die Absicht wiederum ist rechtlich ein Vorsatz ersten Grades. Beim „Schwarzfahren“ liegt der Wille des Täters darin, sich kostenlos eine Fahrtleistung zu erschleichen, wodurch er das Vermögen des Transportunternehmens schädigt. Hat jedoch jemand sein Monats-, Dauer-, Netz- oder Firmenticket von öffentlichen Verkehrsmitteln vergessen und kann es bei einer Kontrolle nicht vorzeigen, ist eine Absicht hingegen nicht vorhanden. Die Strafbarkeit nach § 265a StGB setzt nämlich einen Vermögensschaden voraus, der darin liegt, dass der Täter die Leistung eines Transportunternehmens in Anspruch nimmt, ohne diese bezahlt zu haben. Sinn der Pflicht zum Mitführen des Fahrausweises ist die Beweiserleichterung, die darin zu sehen ist, dass nicht der Verkehrsbetrieb die Nichtzahlung, sondern der Fahrgast durch Mitführen des Fahrscheins die Zahlung des Entgelts nachzuweisen hat.
Die bisher herrschende Meinung, wonach der Täter sich erst mit einem täuschungsähnlichen oder manipulativen Verhalten in den Genuss der Beförderungsleistung bringe, reichte dem Bundesgerichtshof (BGH) nicht aus. Er legt den vom Gesetz verwendete Begriff der „Erschleichung“ dahingehend aus, dass der Wortlaut der Norm weder das Umgehen noch das Ausschalten vorhandener Sicherungsvorkehrungen oder regelmäßiger Kontrollen voraussetzt. Seither genügt, dass der Täter ein Verkehrsmittel unberechtigt benutzt und sich dabei allgemein mit dem Anschein umgibt, er erfülle die nach den Geschäftsbedingungen des Betreibers erforderlichen Voraussetzungen. Nach seinem allgemeinen Wortsinn beinhalte der Begriff der „Erschleichung“ lediglich die Herbeiführung eines Erfolges auf unrechtmäßigem, unlauterem oder unmoralischem Wege. Erschleichung enthalte allenfalls ein „täuschungsähnliches“ Moment dergestalt, dass die erstrebte Leistung durch unauffälliges Vorgehen erlangt werde; nicht erforderlich sei, dass der Täter etwa eine konkrete Schutzvorrichtung überwinden oder eine Kontrolle umgehen muss. Das Bundesverfassungsgericht (BVerfG) hält für das Erschleichen „jedes der Ordnung widersprechende Verhalten für ausreichend, durch das sich der Täter in den Genuss der Leistung bringt und bei welchem er sich mit dem Anschein der Ordnungsmäßigkeit umgibt“.
Allerdings kann nicht jede unbefugte Entgegennahme einer Beförderungsleistung als Erschleichen bezeichnet werden, etwa dann, wenn die Sperreinrichtung eines Automaten versagt oder wenn vom Täter Gewalt angewendet wird.
Das Amtsgericht Hannover entschied mit Urteil vom 24. Februar 2010, dass Schwarzfahren auch dann strafbar nach § 265a StGB ist, wenn ein T-Shirt mit dem Aufdruck „Ich fahre schwarz“ getragen wird. Dieses sei nicht auffällig genug, um den Anschein der ordnungsgemäßen Benutzung zu durchbrechen.
Der Jurist Thomas Fischer kommt im Mai 2022 zu einer differenzierten Betrachtung:

„Schwarzfahren sollte nicht weiter bestraft werden. Es ist in der Substanz nur das Nichtzahlen einer Schuld. Das reicht für keine der anderen Varianten des § 265a StGB. Die geschädigten Unternehmen können sich zivilrechtlich wirksam wehren. Das Unrecht des bloßen Schwarzfahrens ohne Zugangserschleichung rechtfertigt weder eine Verfolgung als Straftat noch eine solche als Ordnungswidrigkeit. Wenn das die Rechtsprechung nicht einsieht, muss der Gesetzgeber es ihr ins Strafgesetzbuch schreiben.“

## Strafverfolgung
Das Erschleichen geringwertiger Leistungen (bis ca. 50 Euro) wird nur auf Antrag verfolgt, es sei denn, dass die Strafverfolgungsbehörde wegen des besonderen öffentlichen Interesses an der Strafverfolgung ein Einschreiten von Amts wegen für geboten hält (§ 265a Abs. 3 i. V. m. § 248a StGB). Die Berechtigung zum Strafantrag liegt beim vom „Schwarzfahren“ betroffenen Beförderungsunternehmen. Die Staatsanwaltschaft entscheidet nach Abschluss der Ermittlungen, ob ein hinreichender Tatverdacht vorliegt und gegen den Beschuldigten Anklage erhoben wird oder ob das Verfahren wegen geringer Schuld oder wegen fehlenden öffentlichen Interesses an der Verfolgung eingestellt wird. Die Strafverfolgungsbehörden werden angezeigte Beförderungserschleichungen bei Wiederholungstätern zur Anklage bringen. Statt einer Anklageerhebung kann die Staatsanwaltschaft auch den Erlass eines Strafbefehls beantragen.

## Straffolgen
Erfüllt der Täter die Voraussetzungen, so wird er nach § 265a StGB mit Freiheitsstrafe bis zu einem Jahr oder mit Geldstrafe bestraft. Deutschlandweit verbüßen zuletzt etwa 7.000 von 230.000 angezeigten Schwarzfahrern eine Ersatzfreiheitsstrafe. Außerdem droht ihm bei Wiederholung ein Hausverbot des betroffenen Beförderungsunternehmens, sodass bei Missachtung zusätzlich der Straftatbestand des Hausfriedensbruchs (§ 123 StGB) verwirklicht wird. Das Hausverbot kann beliebig verfügt werden und ist nicht einmal an begründbares Fehlverhalten wie „Schwarzfahren“ gebunden. Im öffentlich-rechtlichen Bereich ist ein erteiltes Hausverbot ein Verwaltungsakt und muss zur Wirksamkeit dessen formelle und inhaltliche Voraussetzungen erfüllen.
Behauptet der Schwarzfahrer bei einer Kontrolle wahrheitswidrig, bereits kontrolliert worden zu sein, oder zeigt er einen falschen, nicht gültigen oder nur für bestimmte Zonen gültigen Fahrschein vor, kann er sich wegen Betrugs strafbar machen (Strafe: Geldstrafe oder Freiheitsstrafe bis fünf Jahre). In diesen Fällen ist § 265a StGB subsidiär. Bei einer falschen Fahrkarte kann noch eine Urkundenfälschung in der Alternative des Gebrauchmachens einer unechten oder verfälschten Urkunde vorliegen.
Besitzt der wegen Erschleichens von Beförderungsleistungen beschuldigte Reisende eine auf seinem Namen ausgestellte Zeitfahrkarte, ist eine Verurteilung deswegen allerdings ausgeschlossen.

## Rechtsgeschichte
Die Vorschrift des § 265a StGB geht, soweit sie das „Schwarzfahren“ unter Strafe stellt, auf Art. 8 der Strafgesetznovelle vom 28. Juni 1935 zurück. Sie sollte vor allem die Lücke schließen, die sich bei der Erschleichung von Massenleistungen bezüglich der Anwendung des § 263 StGB ergaben. Die eingeführte Vorschrift des § 265a StGB entsprach fast wörtlich dem § 347 des Entwurfs eines Allgemeinen Deutschen Strafgesetzbuchs von 1927 („Erschleichen freien Zutritts“), in dessen Begründung es unter anderem heißt: „Erschleichen ist nicht gleichbedeutend mit Einschleichen. Auch wer offen durch die Sperre geht, sich dabei aber so benimmt, als habe er das Eintrittsgeld entrichtet, erschleicht den Eintritt. Auch ein bloß passives Verhalten kann den Tatbestand des Erschleichens erfüllen; so fällt auch der Fahrgast einer Straßenbahn unter die Strafdrohung, der sich entgegen einer bestehenden Verpflichtung nicht um die Erlangung eines Fahrscheins kümmert“.
Soweit in der Literatur Gesichtspunkte der Entkriminalisierung des „Schwarzfahrens“ angeführt werden, ist dies für die heutige Auslegung des § 265a StGB ohne Bedeutung. In Teilen der Literatur werden die obergerichtlichen Entscheidungen kritisiert.
Die bisherige Rechtsprechung zum „Schwarzfahren“ verstößt nach Ansicht des Bundesverfassungsgerichts nicht gegen das verfassungsrechtliche Bestimmtheitsgebot des Art. 103 Abs. 2 GG. Danach ist es verfassungsrechtlich nicht zu beanstanden, wenn die herrschende Auffassung im Schrifttum sowie die Rechtsprechung unter dem Erschleichen einer Beförderung jedes der Ordnung widersprechende Verhalten versteht, durch das sich der Täter in den Genuss der Leistung bringt und bei welchem er sich mit dem Anschein der Ordnungsmäßigkeit umgibt.
Das Bundesland Thüringen brachte im September 2019 einen Gesetzentwurf in den Bundesrat ein, welcher die Streichung des § 265a aus dem Strafgesetzbuch vorsieht. Stattdessen soll in das Gesetz über Ordnungswidrigkeiten ein § 118a eingefügt werden, der die unbefugte Benutzung eines öffentlichen Verkehrsmittels als Ordnungswidrigkeit definiert, die mit einer Geldbuße geahndet werden kann.
Bundesjustizminister Marco Buschmann kündigte an, 2023 die Herabstufung der Beförderungserschleichung von einer Straftat zur Ordnungswidrigkeit zu prüfen. Mehr als zwei Drittel der Deutschen unterstützen eine solche Initiative.
Die Rheinbahn (Unternehmen) und die Kölner Verkehrs-Betriebe verzichten seit 2023 auf Anzeigen wegen Beförderungserschleichung. Auch in Mainz, Wiesbaden und Potsdam wird inzwischen auf entsprechende Anzeigen verzichtet. Die Bremer Straßenbahn AG zeigt ebenfalls seit 2023 keine Schwarzfahrer mehr an. Seit März 2025 verzichten auch die Verkehrsbetriebe in Leipzig auf entsprechende Anzeigen.

## Kriminologische und soziale Hintergründe und Fakten

### Kriminologie
Die Beförderungserschleichung ist häufig ein Delikt der Jugendkriminalität. Die Verfahren landen je nach Region bereits beim zweiten oder dritten Verstoß vor den Jugendgerichten. In der Regel wird der erste Verstoß noch von der Staatsanwaltschaft eingestellt.
Die Beförderungserschleichung wird kriminologisch zur Bagatell- oder Massenkriminalität gezählt und ist zugleich ein Kontrolldelikt, das sich durch sehr hohe Aufklärungsquoten und eine hohe Dunkelziffer auszeichnet.

### Schwarzfahren als Protestform
Im Rahmen von Protesten gegen Fahrpreiserhöhungen und für ein „Recht auf Mobilität“ wird und wurde Schwarzfahren als politische Protestform eingesetzt. Durch die offene Verweigerung des Beförderungsentgeltes sollen Forderungen nach „sozialverträglichen“ Fahrpreisen oder gar einem Nulltarif, das heißt einem unentgeltlichen öffentlichen Nahverkehr, unterstrichen werden. Dazu wurde und wird gemeinschaftliches Schwarzfahren organisiert und offen propagiert. In manchen Städten werden von Schwarzfahrerorganisationen spezielle Schwarzfahrerversicherungen angeboten, durch die die Bezahlung von Bußgeldern gemeinschaftlich übernommen werden soll.

## Zivilrechtlicher Anspruch auf ein erhöhtes Beförderungsentgelt

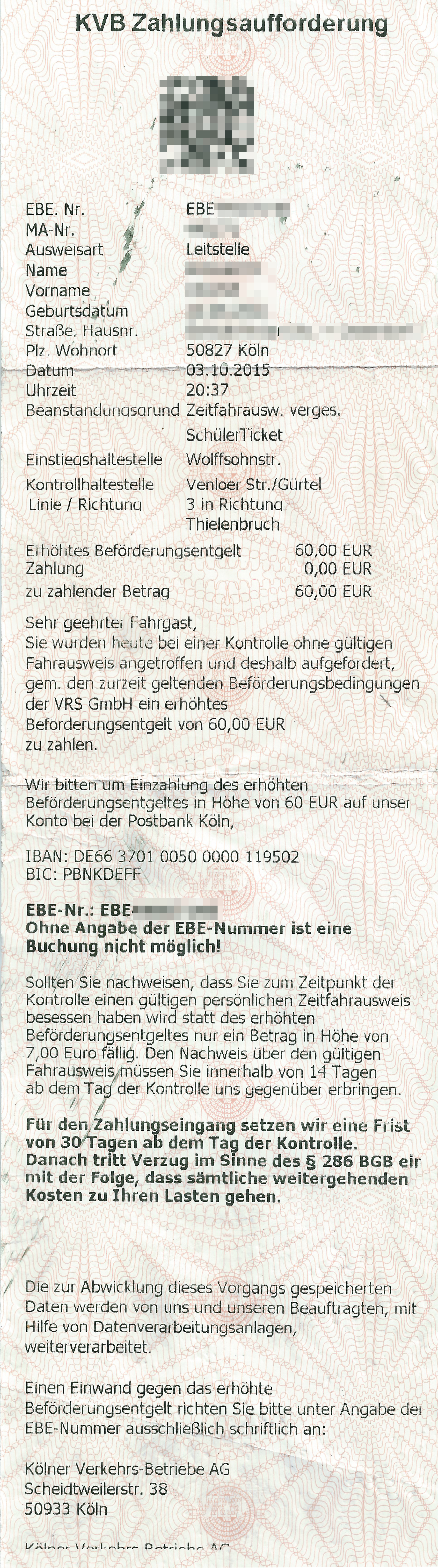
Zahlungsaufforderung der Kölner Verkehrs-Betriebe (KVB) für ein erhöhtes Beförderungsentgelt in Höhe von EUR 60,00.

Ein Fahrgast ist dem Verkehrsunternehmen zur Zahlung eines erhöhten Beförderungsentgelts verpflichtet, wenn er keinen gültigen Fahrausweis vorlegen kann.

### Eisenbahn-Verkehrsordnung (Beförderung durch öffentliche Eisenbahnen)
Bis zum 31. Juli 2019 verpflichtete § 12 der Eisenbahn-Verkehrsordnung (EVO) jeden Kunden, der ohne gültigen Fahrausweis angetroffen wurde, zur Zahlung eines erhöhten Fahrpreises in Höhe des Doppelten des gewöhnlichen Fahrpreises, mindestens aber in Höhe von 60 Euro. Auf ein Verschulden des Reisenden kam es grundsätzlich nicht an. Insbesondere unterschied § 12 EVO nicht nach Vorsatz, Versehen oder Unkenntnis. Das erhöhte Beförderungsentgelt wurde damit nicht nur von Personen erhoben, die sich die Beförderungsleistung erschleichen wollte, sondern auch von denjenigen, die in ihrem Bemühen gescheitert waren, sich den Fahrschein aus einem (defekten) Automaten zu beschaffen. Die Regelung wurde deshalb in Literatur und Rechtsprechung kontrovers diskutiert. Seit dem 1. August 2019 wird in § 5 EVO (seit 2023 § 6) festgelegt, dass das erhöhte Beförderungsentgelt entfällt, wenn vor Antritt der Fahrt ein Fahrausweis nicht gelöst werden konnte, weil ein Fahrkartenschalter oder Fahrkartenautomat nicht vorhanden, nicht geöffnet oder nicht betriebsbereit war.
Nach § 6 Abs. 3 EVO ermäßigt sich das erhöhte Beförderungsentgelt für Fahrgäste, die sich einen gültigen Fahrausweis beschafft haben, ihn jedoch bei einer Prüfung der Fahrausweise nicht vorzeigen können oder nicht aushändigen, auf 7 Euro. Dazu muss der Reisende innerhalb einer Woche ab dem Feststellungstag bei dem befördernden Eisenbahnunternehmen nachweisen, dass er im Zeitpunkt der Feststellung Inhaber eines gültigen Fahrausweises war. In der Praxis wird jedoch diese Regelung ausschließlich bei Fahrkarten, welche namentlich ausgestellt wurden, angewandt.

### BefBedV (Beförderung auf der Straße)
Für die Beförderung im Straßenbahn- und Obusverkehr sowie im Linienverkehr mit Kraftfahrzeugen gilt die aufgrund des Personenbeförderungsgesetzes erlassene Verordnung über die Allgemeinen Beförderungsbedingungen für den Straßenbahn- und Obusverkehr sowie den Linienverkehr mit Kraftfahrzeugen (BefBedV). Nach § 9 BefBedV in Verbindung mit § 631 BGB ist ein Fahrgast zur Zahlung eines erhöhten Beförderungsentgelts verpflichtet, wenn er
1. sich keinen gültigen Fahrausweis beschafft hat,
2. sich einen gültigen Fahrausweis beschafft hat, diesen jedoch bei einer Überprüfung nicht vorzeigen kann,
3. den Fahrausweis nicht oder nicht unverzüglich durch das Betriebspersonal oder einen Entwerter entwertet hat oder entwerten ließ oder
4. den Fahrausweis auf Verlangen nicht zur Prüfung vorzeigt oder aushändigt.

Das erhöhte Beförderungsentgelt beträgt bis zu 60 Euro, jedoch das Doppelte des Beförderungsentgelts für einfache Fahrt auf der vom Fahrgast
zurückgelegten Strecke, sofern sich hiernach ein höherer Betrag ergibt (§ 9 Abs. 2 BefBedV). Es ermäßigt sich auf 7 Euro, wenn der Fahrgast innerhalb einer Woche ab dem Feststellungstag bei der Verwaltung des Unternehmers nachweist, dass er im Zeitpunkt der Feststellung Inhaber einer gültigen persönlichen Zeitkarte war (§ 9 Abs. 2 BefBedV).

### Allgemeine Geschäftsbedingungen der Beförderer
Die Deutsche Bahn AG hat eigene Beförderungsbedingungen.

### Rechtsnatur des erhöhten Beförderungsentgelts
Ob das erhöhte Beförderungsentgelt als Vertragsstrafe, als gesetzliches Schuldverhältnis oder tatsächlich als (vereinbarter) Fahrpreis zu charakterisieren ist, ist umstritten.

### Minderjährigenschutz
Kinder und Jugendliche unter 18 Jahren können, da sie nicht oder nur beschränkt geschäftsfähig sind, im Fall des Schwarzfahrens nicht vom Verkehrsunternehmen zu Zahlung des erhöhten Beförderungsgeldes gezwungen werden, soweit das Beförderungsverhältnis zivilrechtlicher Natur ist. Kinder unter 7 Jahren können einen entgeltlichen Beförderungsvertrag nicht (§ 104, § 105 BGB), Jugendliche im Alter zwischen 7 und 18 Jahren nicht wirksam ohne Zustimmung der Eltern (§ 106, § 107 BGB) abschließen. Ist die Fahrt nicht bereits von einer (auch konkludenten) Einwilligung gedeckt (z. B. wenn der Weg zur Schule regelmäßig mit Bus oder Bahn erfolgt – was aber nur bei Fahrten mit gültigem Fahrschein anzunehmen ist) und erfolgt keine nachträgliche Genehmigung, so ist ein Vertrag, auf den sich das Beförderungsunternehmen berufen könnte, wegen § 108 BGB nicht wirksam zustande gekommen.
Ein Bereicherungsanspruch kommt dagegen in Betracht, § 812 Abs. 1 Satz 1, 1. oder 2. Alt., § 818 BGB, ebenso wie ein deliktischer Anspruch wegen Verletzung eines Schutzgesetzes, § 823 Abs. 2 BGB i. V. m. § 265a StGB (siehe „Flugreisefall“). Dass der Schaden bzw. der Wert der Bereicherung an die Höhe des erhöhten Beförderungsgeldes heranreicht, ist zu bezweifeln – beweisen muss dies in jedem Fall das Verkehrsunternehmen. Die Eltern selbst sind zum Schadensersatz jedenfalls dann nicht verpflichtet, wenn sie ihrer Aufsichtspflicht entsprochen haben, § 832, § 823 BGB i. V. m. § 265a StGB. Vertraglich haften sie ebenso wenig wie die Kinder und Jugendlichen.
Da die Verkehrsunternehmen nicht auf diesen Umstand hinweisen und auch bei Kindern und Jugendlichen mit den üblichen Methoden das erhöhte Beförderungsentgelt erheben (1. Mahnung, 2. Mahnung, Inkassobüro, Rechtsanwalt, gerichtliches Mahnverfahren mit der Möglichkeit zum Widerspruch), zahlen die Kinder und Jugendlichen oder Eltern oft bereitwillig ohne Rechtsgrund.
Die Möglichkeit der Strafverfolgung durch die Staatsanwaltschaft aufgrund von Beförderungserschleichung nach dem Jugendstrafrecht bleibt hiervon allerdings unberührt. Ebenso kann der Beförderer den Jugendlichen von der Benutzung seiner Verkehrsmittel befristet ausschließen.
Einerseits wurde die Haftung von Jugendlichen beziehungsweise deren gesetzlichen Vertretern durch Amtsgerichte wiederholt verneint, andererseits erheben beispielsweise die Verkehrsbetriebe Karlsruhe das erhöhte Beförderungsgeld regelmäßig auch von Jugendlichen und erstatten bei einem erstmaligen Vergehen Jugendlicher Strafantrag.
Sofern das erhöhte Beförderungsentgelt nicht nur vertraglich vereinbart ist, sondern seine Rechtsgrundlage in einem materiellen Gesetz hat (EVO, BefBedV), sind nach vereinzelt vertretener Auffassung auch Minderjährige zur Zahlung verpflichtet. Die veröffentlichte Rechtsprechung beurteilt dies fast durchweg anders und verneint Ansprüche auf ein erhöhtes Beförderungsentgelt gegen Minderjährige grundsätzlich, da auch § 9 BefBedV nur zur Anwendung gelange, wenn ein wirksamer Vertrag zu Stande gekommen sei.

### Ehemalige Rechtssprechung
Der schon lange in (ehemals) § 9 Absatz 1 BefBedV befindliche Passus, nach dem die Vorschrift „... nicht angewendet [wird], wenn das Beschaffen oder die Entwertung des Fahrausweises aus Gründen unterblieben ist, die der Fahrgast nicht zu vertreten hat.“ wurde zum 1. August 2019 auch in die EVO übernommen. Zuvor gab es Meinungen, die Zweifel an der Verfassungswidrigkeit wie bei (ehemals) § 12 EVO anzeigten, hier es abweichend, dass der Tarif „… Fälle vorsehen [kann], in denen von der Zahlung … ganz oder teilweise abgesehen werden kann.“ Die Verfassungsmäßigkeit sowie eine Vergleichbarkeit der beiden Regelungen mussten umfangreich begründet werden. Die rechtliche Bewertung der Fahrpreisnacherhebung ist unter anderem deswegen umstritten. Amtsgerichte haben bereits mehrfach § 12 Absatz 1 EVO als verfassungswidrig bewertet. Dies war ihnen rechtlich möglich, da es sich bei der Norm nicht um ein formelles Gesetz, sondern um eine untergesetzliche Rechtsnorm handelt. Ob die Regelung tatsächlich verfassungswidrig ist, ist in der Rechtswissenschaft umstritten.
- Das Amtsgericht Essen entschied 1979, dass § 12 EVO gegen den Gleichheitsgrundsatz des Art. 3 des Grundgesetzes verstößt, indem er sowohl vorsätzlich handelnde Schwarzfahrer als auch unvorsätzlich Handelnde gleichermaßen zur Zahlung des erhöhten Beförderungsentgelts verpflichtet. Dies sei sachlich verfehlt, da es grundlegende Unterscheidungen des Zivilrechts und die Würde des Menschen missachte, das „Erschleichen“ und das „Nachlösenwollen ohne Aufforderung“ gleich zu behandeln.[47]
- Das Landgericht München I entschied am 18. Mai 1983 anders: Laut ihm liegt Verstoß gegen den Gleichheitssatz dann vor, wenn die Regelung nicht mehr verständlich ist und willkürlich erscheint. Dies hält die Kammer nicht für gegeben, da jeder, der ohne gültigen Fahrausweis angetroffen wird, das erhöhte Beförderungsentgelt bezahlen muss. Dies rechtfertige sich dadurch, dass es für ein Verkehrsunternehmen praktisch kaum möglich sei, zu ermitteln, ob jemand vorsätzlich oder lediglich fahrlässig schwarz fährt. Eine hinreichende Differenzierung habe der Gesetzgeber ferner mit der Möglichkeit zum Erlassen der Forderung aus Billigkeitsgründen.[48]
- Das Amtsgericht Aachen ging mit Urteil vom 2. Juli 1992 hingegen erneut von einem Verstoß des § 12 EVO gegen den Gleichheitssatz sowie gegen das Übermaßverbot aus. Nach der Begründung des Gerichts kann es dahinstehen, ob die Beklagte annahm, in Besitz eines gültigen Fahrscheins zu sein. Indem die Verordnung weder zwischen Straftat und unbeabsichtigtem Verstoß unterscheidet noch dem Reisenden zumindest die Möglichkeit eines Entlastungsbeweises offen hält, schieße sie über das Ziel hinaus, vorsätzlichem Schwarzfahren entgegenzuwirken. Das Gericht hält explizit fest, dass auch der Umstand, dass ein Tarif Fälle vorsehen kann in denen von der Zahlung abgesehen wird, nichts an der Rechtswidrigkeit ändere.[49]
- Anders als das AG Aachen vertritt der Rechtswissenschaftler Stephan Weth in der „Juristischen Schulung“ 1998 die Ansicht, die theoretische Möglichkeit, Ausnahmen zuzulassen reiche aus um keine verschuldensunabhängige Haftung darzustellen. Somit verstoße sie nicht gegen das Übermaßverbot.[50] Ein Aufsatz aus der Zeitschrift für das Juristische Studium von 2013 hingegen folgt erneut der Auffassung des AG Aachen und verneint somit erneut die Verfassungsmäßigkeit.[51]
- Das Amtsgericht Düsseldorf gesteht mit Urteil vom 7. Oktober 1994 Kunden das Recht zu, bei geringfügigen Versehen (z. B. vergessen, die Monatsmarke aufzukleben) Nachbesserung leisten zu dürfen. Nach allgemeiner Verkehrssitte müsse der Fahrgast die Möglichkeit haben, die Gültigkeit seines Ausweises nachträglich zu beweisen, da es sich beim Verstoß lediglich um ein geringfügiges Versehen handelt.[52]